# Mound Valley
Mound Valley är en ort i Labette County i Kansas. Vid 2020 års folkräkning hade Mound Valley 348 invånare.